# Hakaufusi
Hakaufusi (auch: Accou Jago, Hakau Fasi, Hakaufussi) ist eine unbewohnte Insel in der tonganischen Inselgruppe Vavaʻu.

## Geographie
Hakaufusi ist die südlichste Insel von Vavaʻu. Das Motu liegt abgelegen und getrennt durch verschiedene Riffe vom Rest des Archipels. Die nächstgelegene Insel im Norden ist Maninita. In der Umgebung liegen die Riffe Lalalolomei und Campion Breakers, nach Süden schließt sich noch Akkumanes Bank, Disney Reef und Falcon Bank an.

## Klima
Das Klima ist tropisch heiß, wird jedoch von ständig wehenden Winden gemäßigt. Ebenso wie die anderen Inseln der Vavaʻu-Gruppe wird Hakaufusi gelegentlich von Zyklonen heimgesucht.